# Chamat Gader
Chamat Gader (hebrejsky חַמַּת גָּדֵר, arabsky الحمّـة , anglicky Hamat Gader) je archeologická lokalita a současný lázeňský komplex v Izraeli. Na místě vyvěrají přírodní prameny o teplotě až 50 stupňů Celsia.
Nachází se na dolním toku řeky Jarmuk, v hlubokém údolí této řeky, přímo na hranici mezi Izraelem a Jordánskem. Chamat Gader leží cca 7 kilometrů jihovýchodně od jižního břehu Galilejského jezera, cca 15 kilometrů jihovýchodně od města Tiberias a cca 65 kilometrů východně od Haify. Chamat Gader je na dopravní síť napojen pomocí silnice číslo 98.

## Dějiny

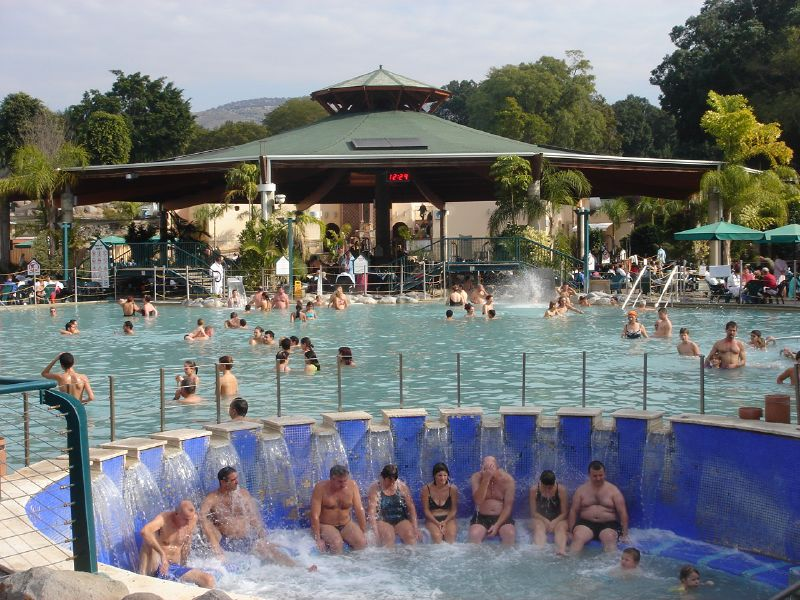
Lázeňský komplex Chamat Gader

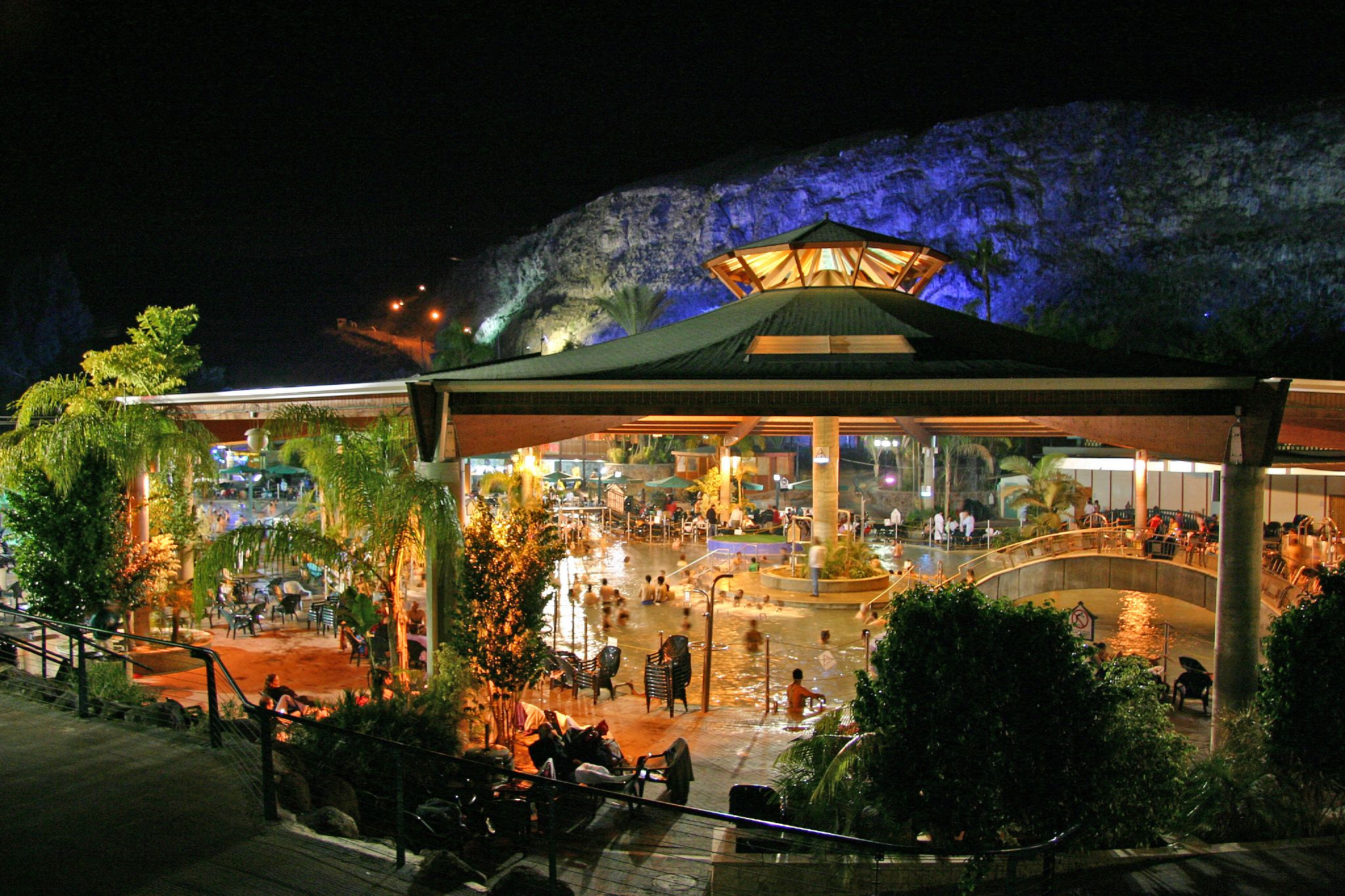
noční pohled na lázeňský komplex Chamat Gader

Ve 2. století našeho letopočtu zde vznikly lázně využívající místní prameny. Vrcholné popularity dosáhly během 5. a 6. století v Byzantské éře. Areál byl částečně poškozen zemětřesením v 7. století, ale pak byl znovu obnoven za vlády arábských Umajjovců. V 9. století byly lázně opuštěny. Areál je zmiňován v Talmudu. V roce 1932 proběhly na místě první archeologické vykopávky a od roku 1979 začal soustavný výzkum lokality prováděný Hebrejskou univerzitou. Byly zde odkryty zbytky původních lázní včetně budovy synagogy z 5. - 6. století.
Během demarkace hranice mezi Britským mandátem Palestina a francouzskou Sýrií v roce 1923 byl výběžek podél dolního toku Jarmuku připojen k Palestině. Podle Plánu OSN na rozdělení Palestiny z roku 1947 měla být lokalita součástí židovského státu. Během První arabsko-izraelské války v letech 1948-1949 ale toto území dobyly syrské jednotky a po válce zde byla zřízena demilitarizovaná zóna, která ovšem byla pod faktickou kontrolou Sýrie. Lokalita byla tehdy známa jako Al Hamma. V důsledku války byla vesnice vysídlena a přerušena byla i zdejší železniční trať, která sem vedla z Haify přes Jizre'elské údolí. Během Šestidenní války v roce 1967 byla oblast dobyta izraelskou armádou a zůstává od té doby po izraelskou suverenitou. V rámci případné mírové smlouvy s Izraelem může Sýrie požadovat předání oblasti Chamat Gader zpět pod svou kontrolu.

## Současný lázeňský komplex
V roce 1977 byl v Chamat Gader otevřen lázeňský komplex. Kromě lázní zde funguje i malá zoologická zahrada, krokodýlí farma a jsou zde zpřístupněny archeologické vykopávky. Na provozu lázeňského centra se finančně podílejí některé okolní vesnice na přilehlé části Golanských výšin jako Mevo Chama, Kfar Charuv nebo Mejcar.)